# NGC 173
NGC 173 là một thiên hà xoắn ốc nằm cách xa khoảng 3,8 triệu năm ánh sáng trong chòm sao Kình Ngư.

## Xuất hiện
NGC 173 phức tạp hơn các thiên hà khác; nó bao gồm hàng triệu ngôi sao được phân loại là loại G, nhiều hơn bất kỳ loại sao nào khác. Cánh tay của nó mở rộng khoảng 2 inch từ nền tảng của nó.

## Các hành tinh có thể có
Mặc dù không có hệ thống hành tinh nào được tìm thấy, các nhà thiên văn học sẽ quan sát nó và tìm hiểu xem có bất kỳ hành tinh nào có thể.